# 樹林濟安宮
樹林濟安宮全名財團法人新北市樹林濟安宮，建立於清乾隆五十三年（1788年）四月於潭底山麓，奉祀保生大帝，名曰濟安宮，俗稱大道公廟或稱潭底廟。每年的3月15日保生大帝聖誕千秋舉行保生文化祭，當天舉行繞境遍及整個樹林全區。

## 興廟沿革
康熙61年(1722年)，賴姓泉州人攜保生大帝香火渡臺，入墾海山庄潭底，築茅屋奉祀祈求保安息災。乾隆16年(1751年)，泉州人張方大自臺南安平港輾轉抵達樹林，開拓墾務。乾隆53年(1788年)，張方大重病而向保生大帝祈禱，未幾痊癒，因而首倡籌資建廟於潭底山麓。嘉慶18年(1813年)、道光16年(1836年)及光緒19年(1893年)數次重修，香火日盛。可是進入日治時期，濟安宮年久失修逐漸荒蕪，至大正11年(1922年)7月，神降扶鸞，示意信眾欲遷廟址。大正14年(1925年)由王土龍為首籌資四萬三千元，卜地於今址，興土木建新廟，並於昭和2年(1927年)竣工，該年10月24日舉行慶成祈安醮祭。後經二次大戰及二二八事件，民生凋蔽廟宇傾頹，民國44年(1955年)籌資稍作整修。至民國56年(1967年)，再度籌巨資八十餘萬元，全面重修，以成今貌。

## 祭祀神明
濟安宮內除保生大帝，配祀有哪吒太子、觀音佛祖、天上聖母、註生娘娘、孚佑帝君、關聖帝君、五穀先帝、玄天上帝及蕭法子，從祀則有王天君、趙元帥、文童四尊，另外自1893年起與主神保生大帝合祀之福德正神，則是來自潭底庄之福德宮。

## 1967年建醮大祭典

### 樹林濟安宮慶成福醮醮局
濟安宮於昭和2年(1927年)東遷竣工，該年10月24日舉辦慶成祈安醮祭。因臺灣慣習，醮祭多選於農閑之時，多以陰曆10月末至11月初，過早則忙於農稼，過遲則農曆新年將至。1967年濟安宮為慶祝大修完工，舉行三朝祈安慶成醮，為籌辦醮祭工作特設「樹林濟安宮慶成福醮醮局」，設理事長一人副理事長2人，下設總務部、財務部、祭典部、修建部及慶祝活動部，祭典部轄祭典及設備兩組，慶祝活動部設體育、康樂、展覽及紀念事業組。為遴聘道士團主持醮儀，特列道士團名單於神明面前當眾擲筊，由中壢市黃觀開道士當選。但卻因黃道士為粵籍而樹林為閩庄，後竟推翻神意改由閩籍王添丁道士來主持。濟安宮於廟內道場設內壇，廟外之外壇有玉皇壇、天師壇、北帝壇、觀音壇及福德壇等五大壇。醮祭經費由「斗燈首份」及「丁口錢」來籌措，斗燈平均約一千元，爐主最高則要一萬二千元，丁口錢限醮祭內十二里信徒，但居民非常踴躍捐獻，此相隔40年的建醮大祭典，場面盛大且耗費鉅資，多達一千五百萬元以上。

### 請神鑑醮
建醮祭典開始前，濟安宮派人前往鄰近鄉鎮，與濟安宮緣故較深之廟宇借出其主神分身之木像，迎回供奉在醮祭道場中之三界壇。其中包含板橋之接雲寺及慈惠宮，萬華龍山寺，大龍峒保安宮，新莊慈祐宮與武聖廟，林口竹林山觀音寺，泰山鄉頂泰山巖及下泰山巖，龜山嶺頂壽山巖，三峽長福巖及桃園景福宮，共16尊神明。

## 重要文化財

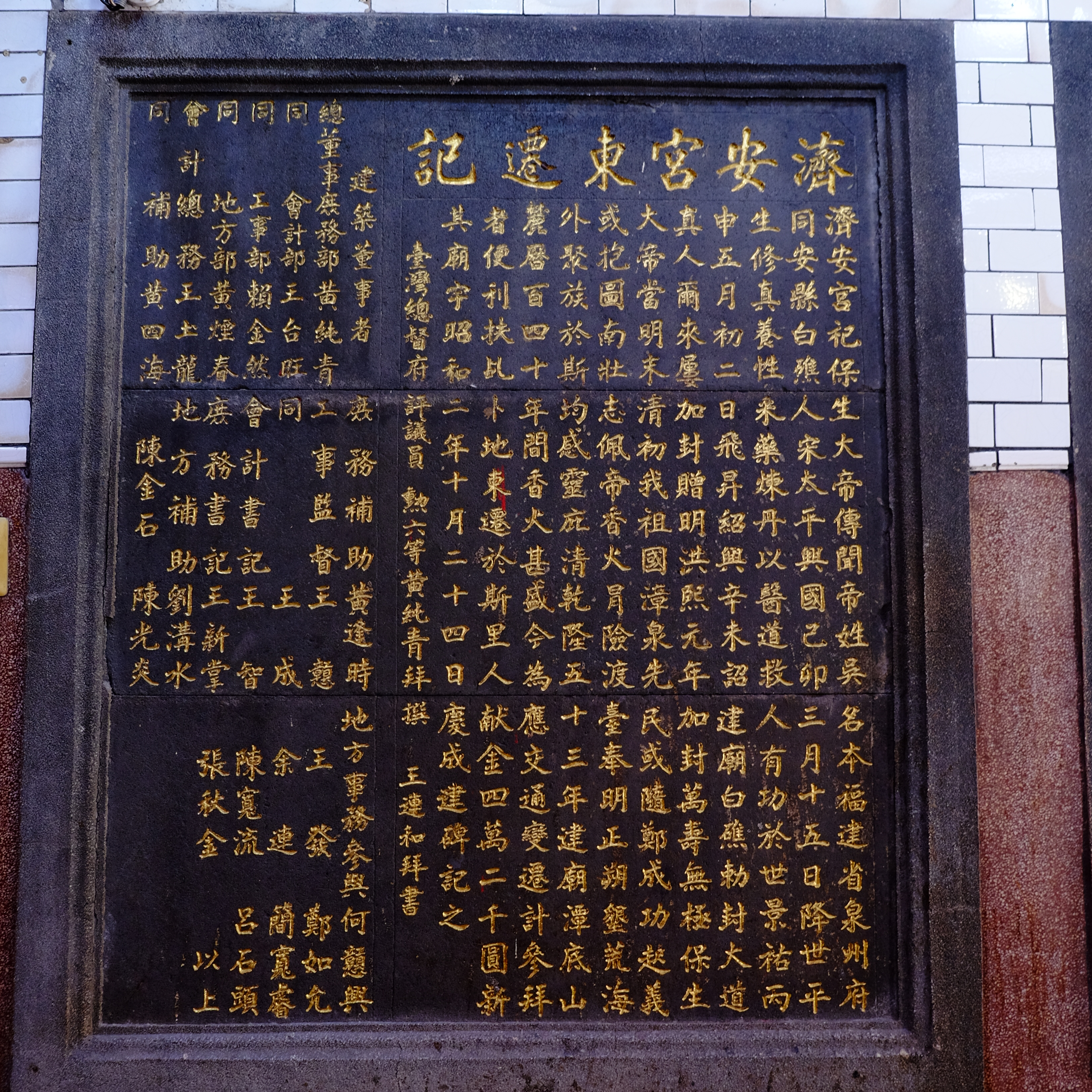
濟安宮東遷記碑，黃純青拜撰

- 濟安宮重修捐題碑記 : 道光丙申年（1836年）重修捐獻碑。
- 寄附芳名金額碑 : 大正十一年（1922年）孟冬建廟時之寄附芳名金額碑，於右廡廊。
- 濟安宮東遷記碑 : 昭和二年（1926年）慶成立碑，臺灣總督府評議員勳六等黃純青拜撰，於左廡廊。

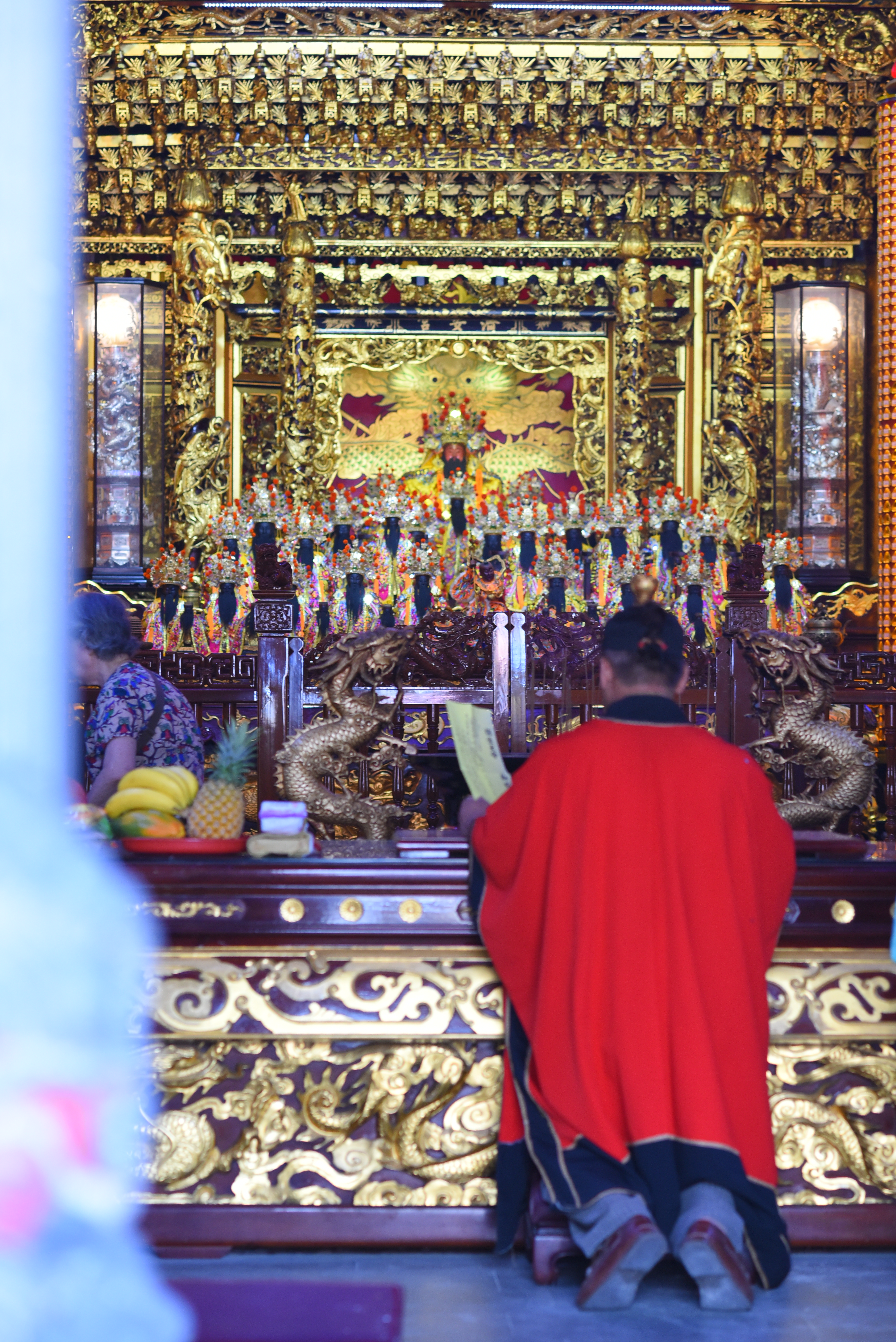
大法師
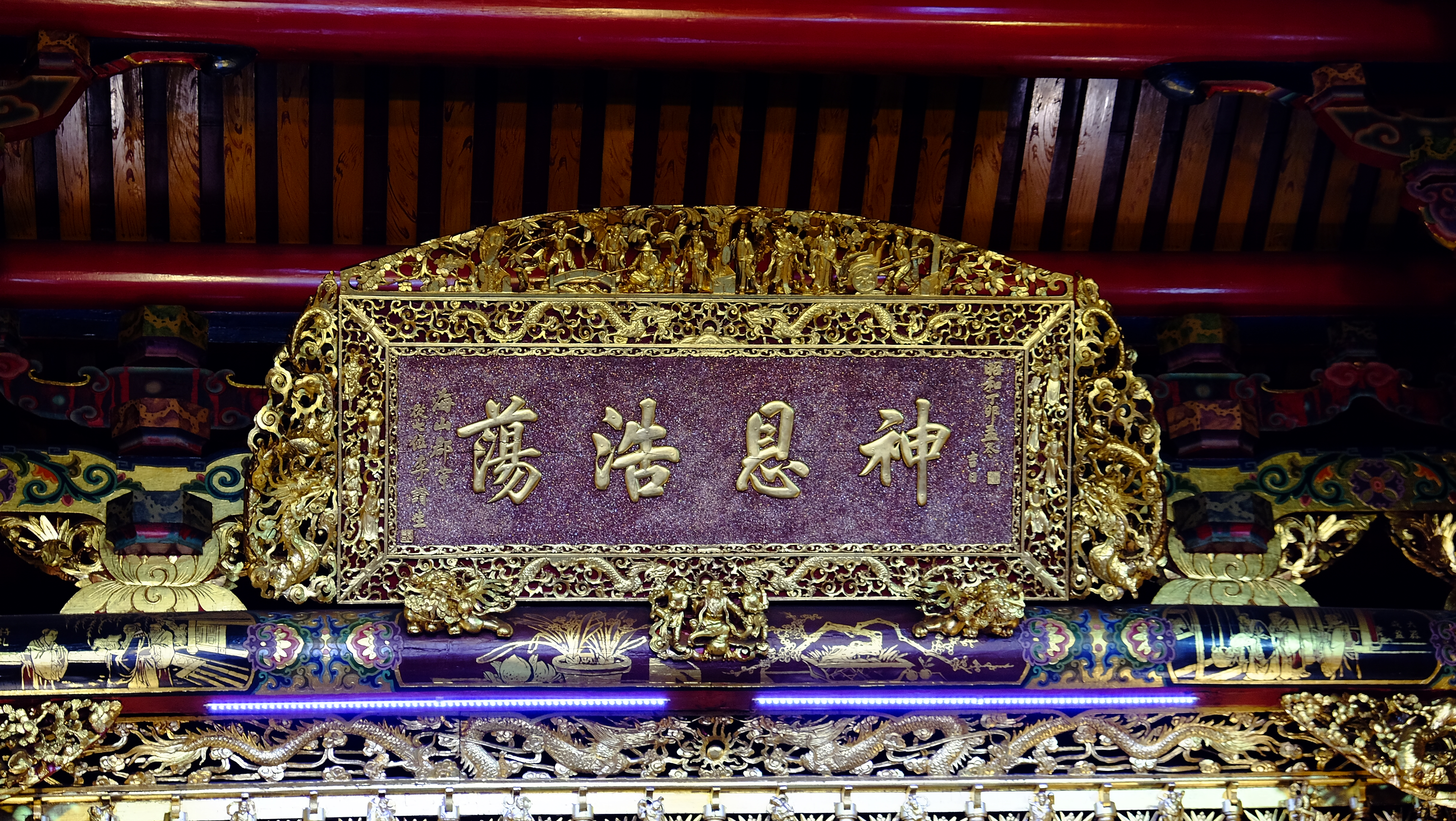
李讚生神恩浩蕩匾
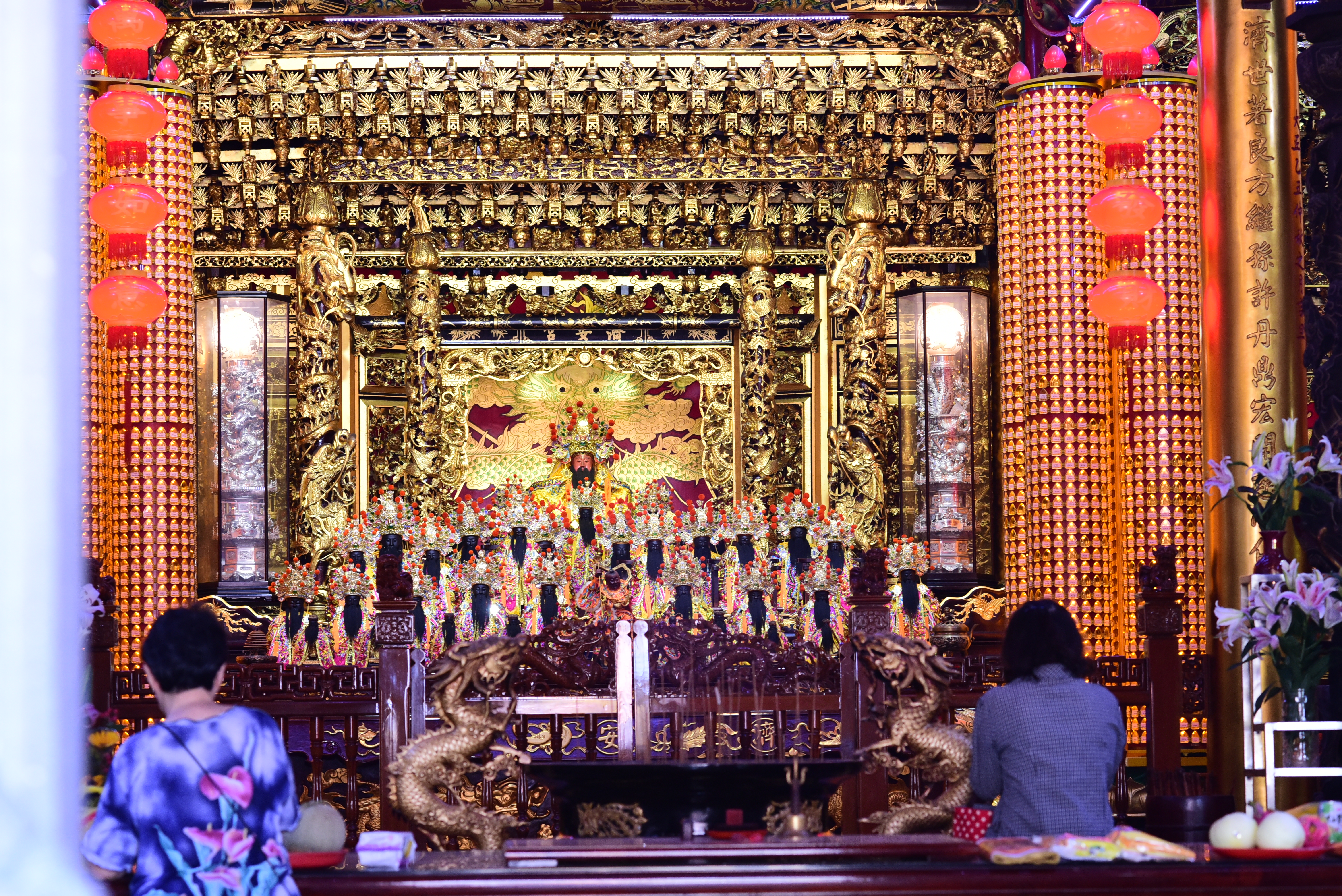
大殿保生大帝
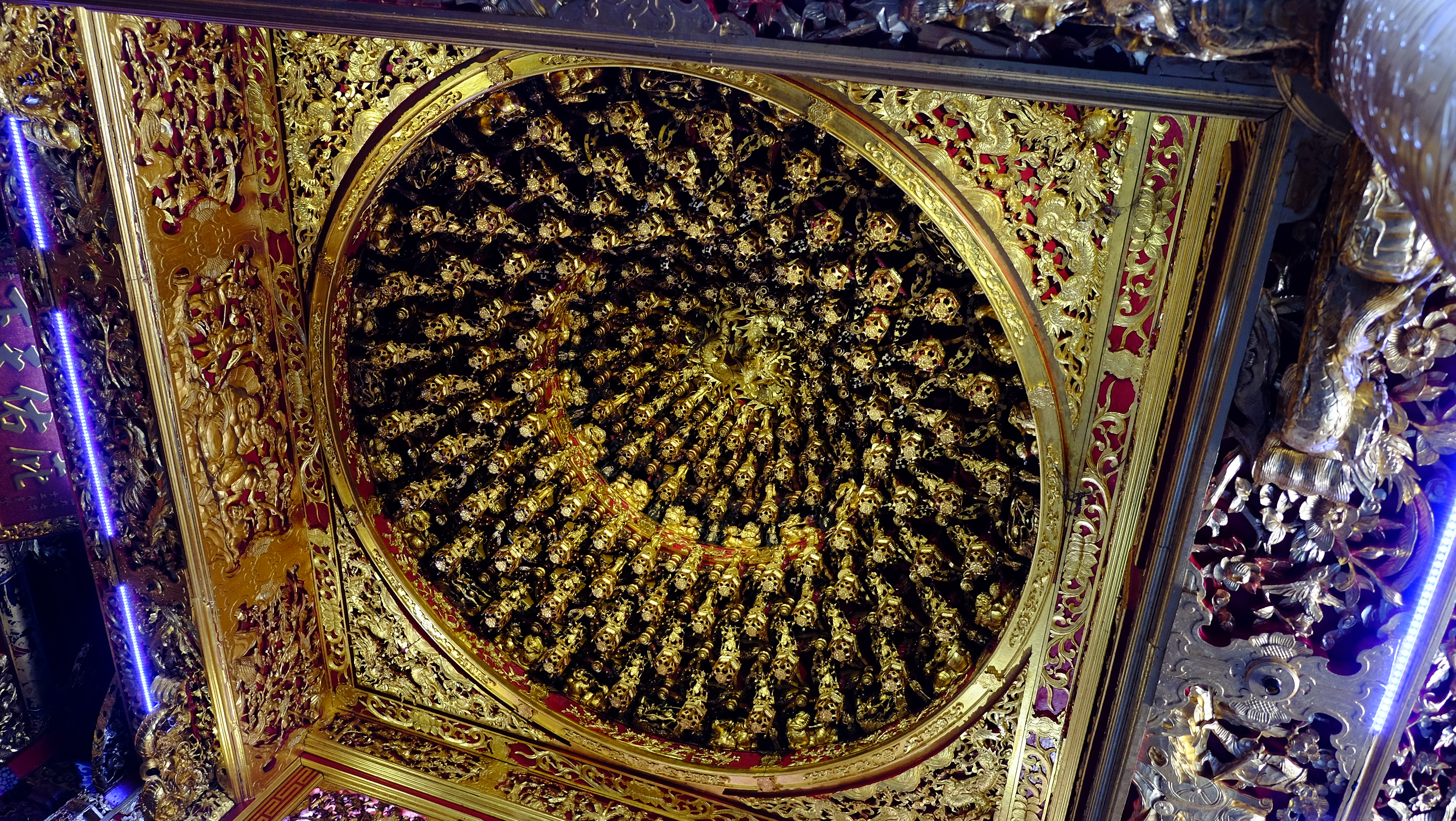
大殿藻井
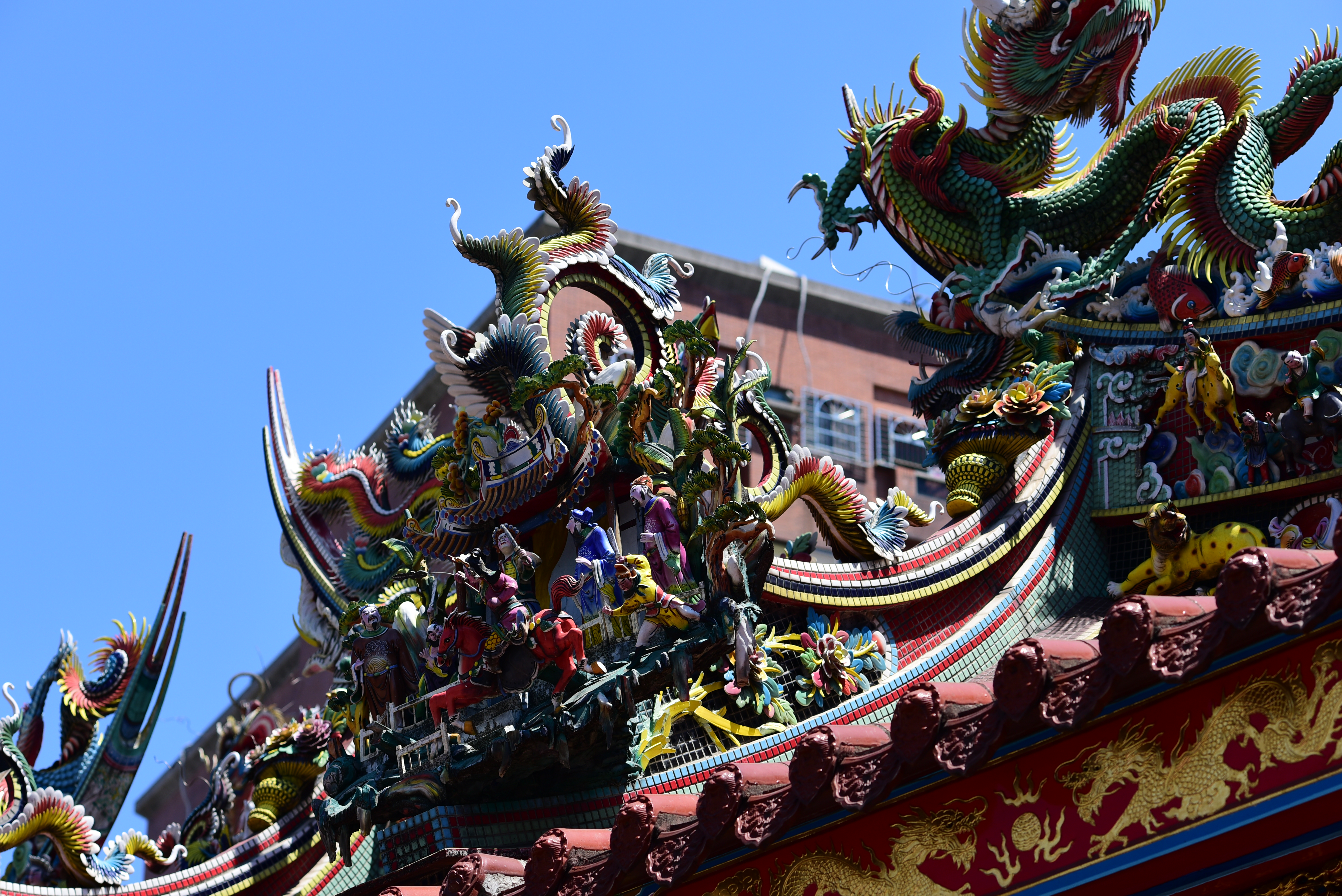
濟安宮剪黏

## 外部連結
- 信眾集資千萬修復 樹林濟安宮牌樓雕樑畫棟 （页面存档备份，存于）
- 中天電視【台灣新亮點】樹林濟安宮